# Nacjonalizm rosyjski
Nacjonalizm rosyjski – rosyjski nurt myśli politycznej i związany z nim ruch polityczny, powstały w pierwszej połowie XIX wieku. 
Z nacjonalizmem rosyjskim powiązane są także bliskie mu nurty XIX-wiecznego panslawizmu i XX-wiecznego eurazjatyzmu, a także jeszcze nowsze zjawisko nostalgii za Związkiem Radzieckim.

## Źródła
1. ↑  Sylwia Żelazna, Współczesny nacjonalizm rosyjski [online], Praca licencjacka, 27 czerwca 2014 [dostęp 2022-02-20]. Brak numerów stron w książce
2. ↑  Bodio, Tadeusz. "ANDRZEJ WIERZBICKI,„Rosja dla Rosjan”. Nacjonalizm rosyjski i etnopolityka." Studia Politologiczne 53 (2019): 231-235.
3. ↑  Andrzej Lazari, Współczesny nacjonalizm rosyjski i prawosławie, UMK, 1996 [dostęp 2022-02-20] (pol.). Brak numerów stron w książce
4. ↑  Andrzej Wierzbicki, "Rosja dla Rosjan": nacjonalizm rosyjski i etnopolityka, Oficyna Wydawnicza ASPRA-JR, 2018, ISBN 978-83-7545-830-5 [dostęp 2022-02-20] (pol.). Brak numerów stron w książce
5. ↑  Michał Soska, Za świętą Ruś: współczesny nacjonalism rosyjski - zarys ideologii, Wydawnictwo "von borowiecky", 2009, ISBN 978-83-60748-08-4 [dostęp 2022-02-20] (pol.). Brak numerów stron w książce
6. ↑  Paweł Timofiejuk, Andrzej Wierzbicki, Eugeniusz Zieliński, Narody i nacjonalizm w Federacji Rosyjskiej, Elipsa, 2004, ISBN 978-83-7151-596-5 [dostęp 2022-02-20] (pol.). Brak numerów stron w książce
7. ↑  Mirosław Nowaczyk, Współczesna idea słowiańska w Rosji, „Acta Polono-Ruthenica” (VI), 2001, s. 169–182, ISSN 1427-549X [dostęp 2022-02-20] (pol.).
8. ↑  Karolina Wodecka, EURAZJATYZM I NARODOWY BOLSZEWIZM WE WSPÓŁCZESNEJ ROSJI, „Rocznik Towarzystwa Naukowego Płockiego”, 12, 2020, DOI: 10.19251/rtnp/2020.12(19), ISSN 2657-7704 [dostęp 2022-02-20] (pol.).
9. ↑  Jarosław Tomasiewicz, Osmoza komunizmu i nacjonalizmu w Rosji: geneza hybrydy, „Historia i Polityka”, 11 (4), 2010, s. 135–155, ISSN 1899-5160 [dostęp 2022-02-20] (pol.).